# Сермуайе
Сермуайе́ (фр. Sermoyer) — коммуна во Франции, находится в регионе Рона — Альпы. Департамент — Эн. Входит в состав кантона Пон-де-Во. Округ коммуны — Бурк-ан-Брес.
Код INSEE коммуны — 01402.

## География
Коммуна расположена приблизительно в 330 км к юго-востоку от Парижа, в 85 км севернее Лиона, в 38 км к северо-западу от Бурк-ан-Бреса.
На западе коммуны протекает река Сона, а на севере — река Сей.

## Климат
Климат полуконтинентальный с холодной зимой и тёплым летом. Дожди бывают нечасто, в основном летом.

## Население
Население коммуны на 2010 год составляло 669 человек.
| 1962 | 1968 | 1975 | 1982 | 1990 | 1999 | 2010 |
| ---- | ---- | ---- | ---- | ---- | ---- | ---- |
| 552  | 526  | 458  | 515  | 522  | 543  | 669  |

## Администрация
| Период | Период | Фамилия        | Партия | Примечания |
| ------ | ------ | -------------- | ------ | ---------- |
| 1995   | 2001   | Марсель Дюпюпе |        |            |
| 2001   | 2008   | Рене Мартино   |        |            |
| 2008   | 2014   | Стефан Мон     |        |            |
| 2014   | 2020   | Мишель Бурсе   |        |            |

## Экономика
В 2010 году среди 403 человек трудоспособного возраста (15—64 лет) 299 были экономически активными, 104 — неактивными (показатель активности — 74,2 %, в 1999 году было 71,7 %). Из 299 активных жителей работали 275 человек (157 мужчин и 118 женщин), безработных было 24 (6 мужчин и 18 женщин). Среди 104 неактивных 21 человек были учениками или студентами, 61 — пенсионерами, 22 были неактивными по другим причинам.

## Города-побратимы
- Дорнхан (Германия)

## Фотогалерея

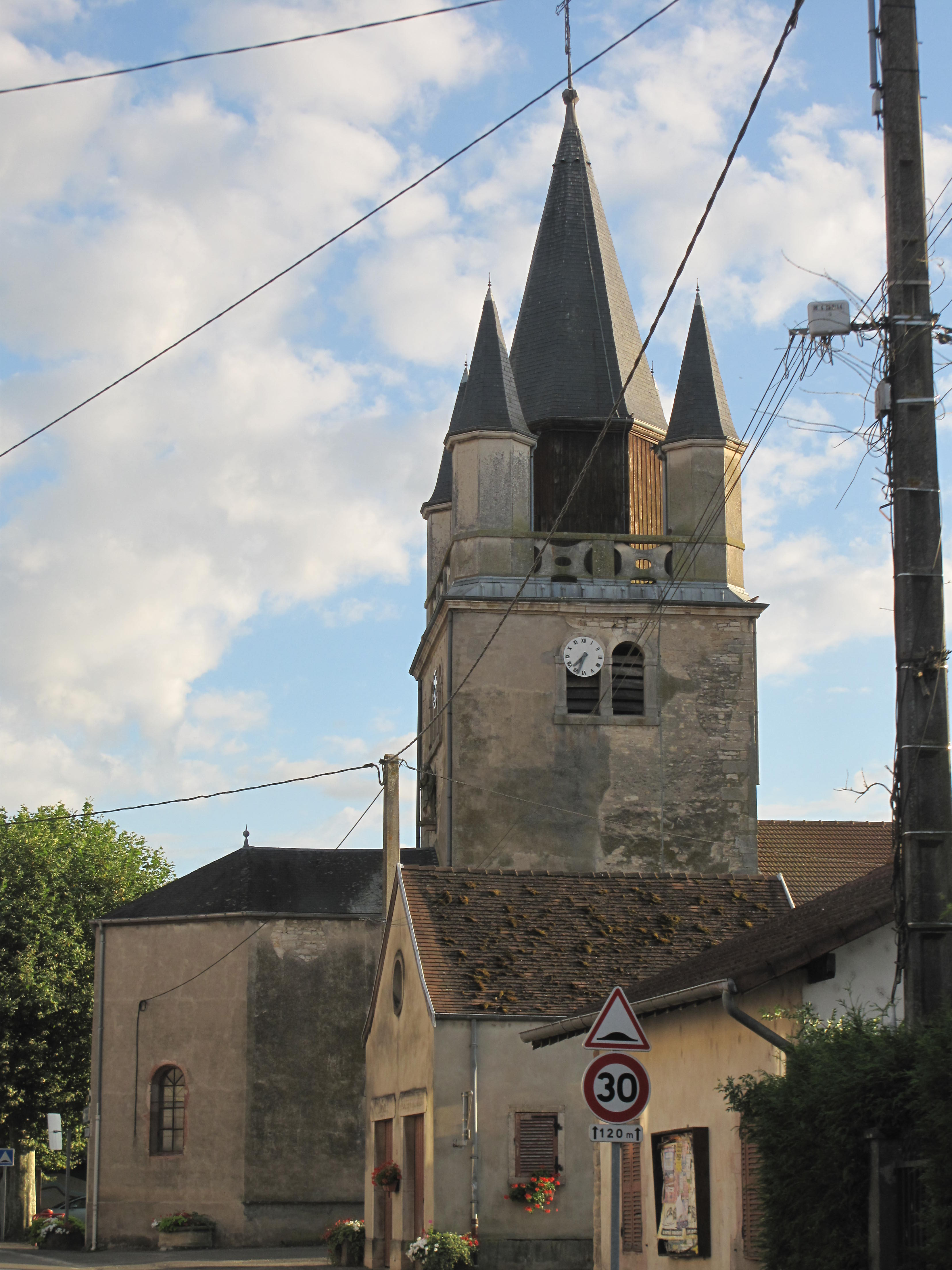
Церковь Свв. Петра и Павла
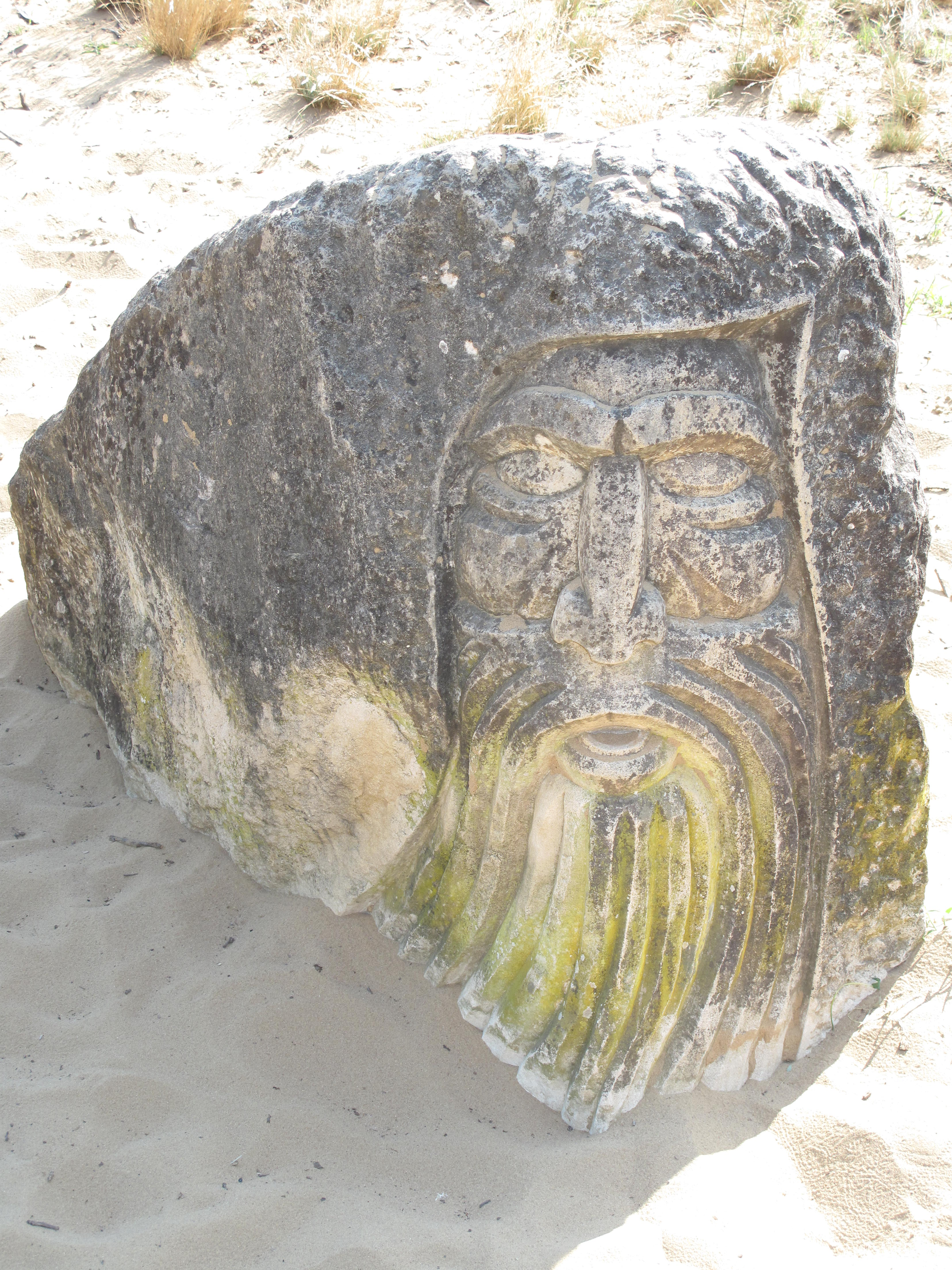
Доисторическая скульптура
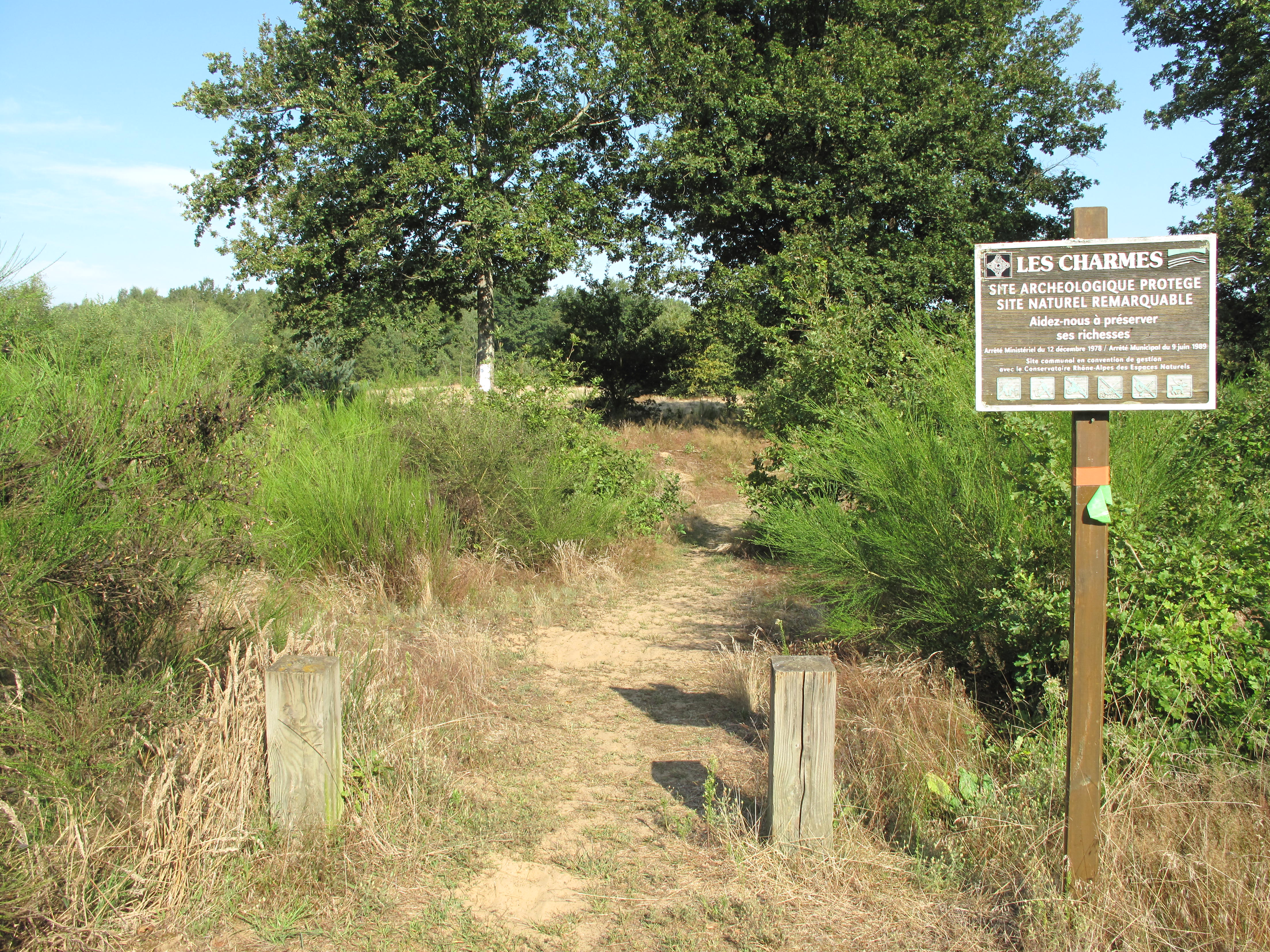
Место раскопок
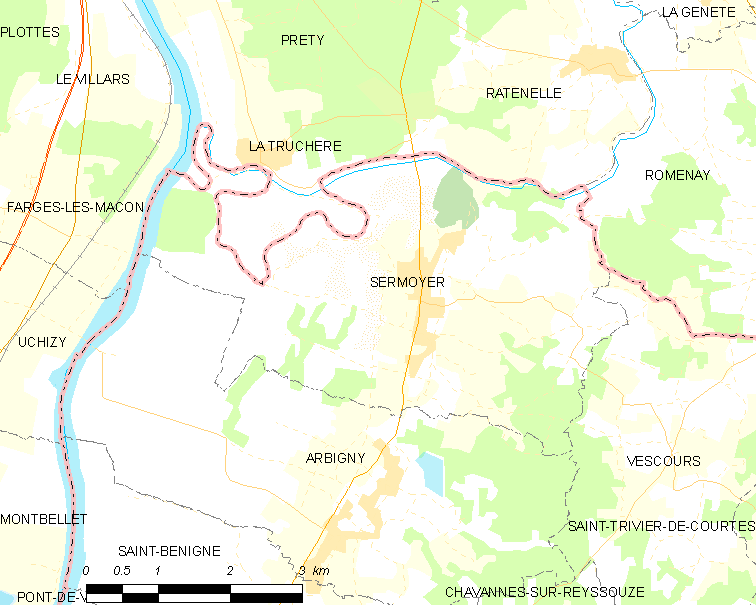
Карта коммуны